# Post-punk
A post-punk, vagy magyar írásmóddal posztpunk rockzenei stílusirányzat, amely az 1970-es évek végén alakult ki, nem sokkal a punk rock megjelenése után. A műfaj részben a punkzenére és annak ötleteire jellemző különféle stílustechnikákat tartalmaz, de a punk rocknál introvertáltabb, összetettebb és kísérletezőbb stílus.
A post-punk fontos szerepet játszott az 1980-as évek független zenei életében, és jelentős hatással volt számos zenei műfaj létrejöttére és fejlődésére, mint például az alternatív rock, a gothic rock vagy az indusztriális rock.

## Ajánlott irodalom
- Reynolds, Simon. 2006. "Rip it Up and Start Again: Postpunk 1978 - 1984". Londona: Faber&Faber. ISBN 978-0-571-21570-6